# M1133 Stryker

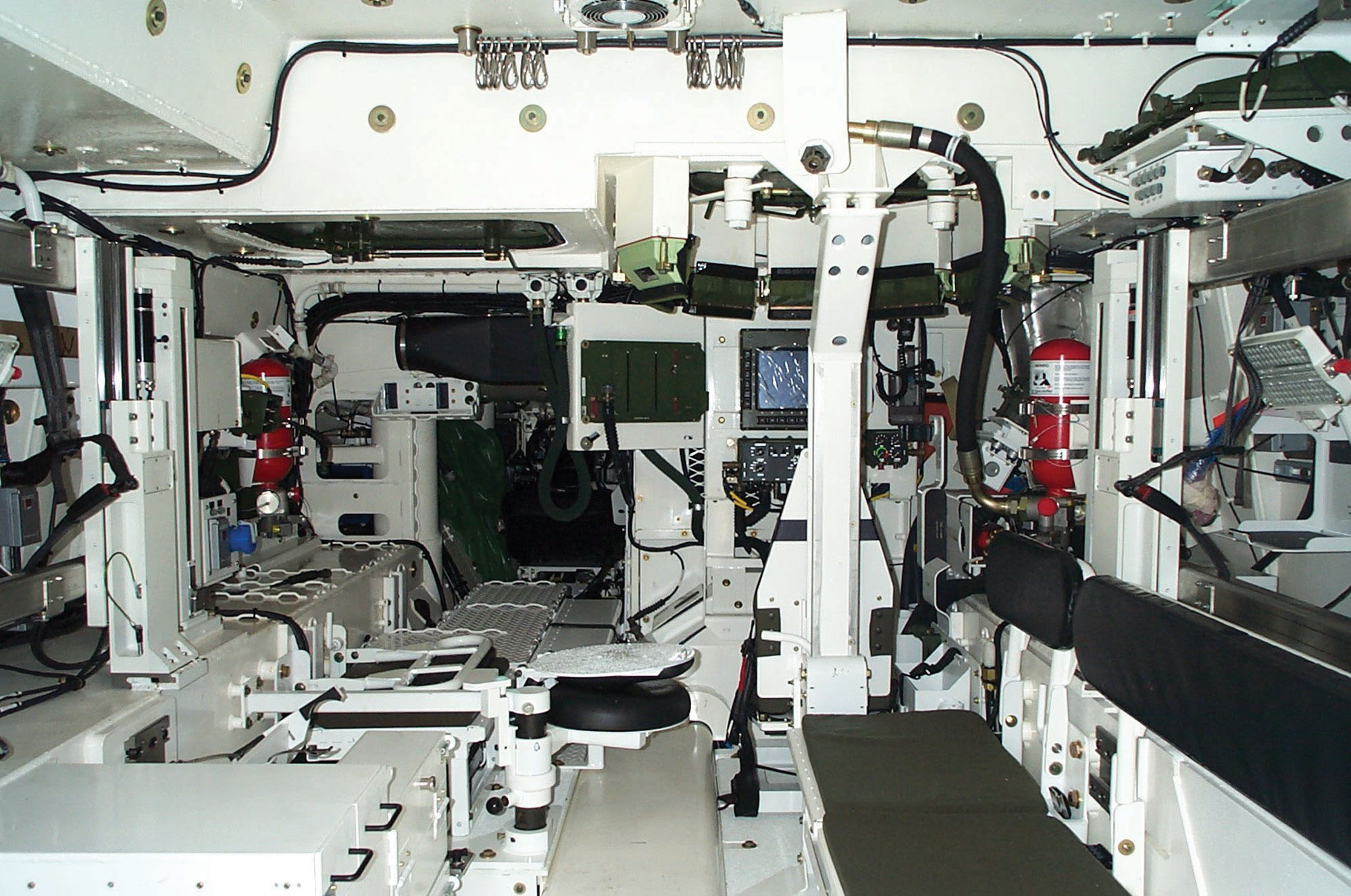
Внутрішнє обладнання машини медичної евакуації

M1133 «Страйкер» (англ. M1133 Medical Evacuation Vehicle) — бронетранспортер-машина медичної евакуації виробництва США.
M1133 Medical Evacuation Vehicle (MEV) належить до сімейства бойових машин «Страйкер» й призначена для проведення медичної евакуації поранених з поля бою та надання ним першої медичної допомоги.